# Convention contre la torture et autres peines ou traitements cruels, inhumains ou dégradants
- Signé et ratifié
- Signé mais non ratifié
- Non signé

La Convention contre la torture et autres peines ou traitements cruels, inhumains ou dégradants est un traité de droit international relatif aux droits de l'Homme, adopté dans le cadre des Nations unies, visant à empêcher la torture, la peine ou traitement cruel, inhumain ou dégradant partout dans le monde.
Elle définit dans son article premier la torture comme :
« Tout acte par lequel une douleur ou des souffrances aiguës, physiques ou mentales, sont intentionnellement infligées à une personne aux fins notamment d’obtenir d’elle ou d’une tierce personne des renseignements ou des aveux, de la punir d’un acte qu’elle ou une tierce personne a commis ou est soupçonnée d’avoir commis, de l’intimider ou de faire pression sur elle ou d’intimider ou de faire pression sur une tierce personne, ou pour tout autre motif fondé sur une forme de discrimination quelle qu’elle soit, lorsqu’une telle douleur ou de telles souffrances sont infligées par un agent de la fonction publique ou tout autre personne agissant à titre officiel ou à son instigation ou avec son consentement exprès ou tacite. Ce terme ne s’étend pas à la douleur ou aux souffrances résultant uniquement de sanctions légitimes, inhérentes à ces sanctions ou occasionnées par elles. »
Cette convention exige des États l'ayant ratifiée qu'ils prennent des mesures concrètes afin d'empêcher la torture à l'intérieur de leurs frontières et leur interdit de renvoyer dans leur pays d'origine des personnes qui risqueraient d'y être torturées. Elle a instauré le Comité de l'ONU contre la torture, chargé de sa mise en œuvre effective, et auquel tous les États signataires doivent rendre des rapports concernant la prise en compte du droit international public dans leurs législations nationales.

## Historique
Le texte de cette convention fut adopté par l'Assemblée générale des Nations unies le 10 décembre 1984, et, après avoir été ratifié par un 20e État, il entra en vigueur le 26 juin 1987. Cette date est maintenant considérée comme la Journée internationale pour le soutien aux victimes de la torture.

## Ratifications dans le monde
En juin 2024, 174 États ont ratifié ce traité.
L'état des ratifications de la convention peut être consulté sur le site de la Section des traités des Nations unies.
Nombre de pays l'ont ratifié en excluant ou modifiant la portée de certaines dispositions (en droit international, cela s'appelle des « réserves »), ce qui a pour effet que les États signataires ne sont pas tenus aux mêmes obligations juridiques vis-à-vis de cette convention.
- États-Unis : Ronald Reagan a présenté la convention au Sénat en 1988 en concluant que sa ratification montrera le désir de mettre fin à l'odieuse pratique de la torture[3]. Simultanément, l'Administration proposait dix-neuf réserves qui repousseront de six ans sa ratification par le Sénat[4].
- France : La France a ratifié cette convention en février 1986. À une réserve près : elle ne reconnaît pas, de même que de nombreux autres pays, la compétence de la Cour Internationale de Justice en cas de différend avec d'autres États parties concernant l'interprétation ou l'application de la convention.

## Protocole facultatif

Parties au protocole facultatif
Signé et ratifié
Signé mais non ratifié
Non signé

Cette convention a été complétée par un Protocole facultatif, voté par l'Assemblée générale de l'ONU le 18 décembre 2002, et entré en vigueur le 22 juin 2006.
Ce protocole établit un système de visites régulières sur les lieux où se trouvent des personnes privées de liberté, effectuées par des organismes indépendants. Il s'agit d'une part d'organismes nationaux (les « mécanismes nationaux de prévention »). d'autre part d'un organisme international (le « Sous-Comité pour la prévention de la torture »). Ce Sous-comité pour la prévention s'inspire du Comité européen pour la prévention de la torture mis en place par le Conseil de l'Europe en 1987.
L'état des ratifications du protocole peut être consulté sur le site de la Section des traités des Nations unies.
En juin 2024, 94 États ont ratifié ce protocole. La France a ratifié ce protocole en novembre 2008.